# 각시둥굴레
각시둥굴레(학명: Polygonatum humile)는 놀리나아과 둥굴레속에 속하는 여러해살이풀로, 둥굴레의 근연종이다. 줄기 높이는 약 15cm~30cm이다. 한국과 러시아, 중국, 일본의 산야에 분포한다. 한의학에서는 옥죽(玉竹)이라고 부르며 약용한다.